# Фонтена, Андре
 Андре Фонтена  (фр. André Fontainas; 1865, Брюссель — 1948, Париж) — бельгийский писатель. Один из основателей Академии Малларме.

## Биография
Писал на французском языке. Известен как поэт. Его творчество тесно связано со школами французских символистов и парнасцев. Поэт стремился к наиболее полному выражению тончайших ощущений и восприятий, часто принимающих у него фантастический характер. От социальных проблем он замыкался в круг «спокойных снов».
Типичный представитель литературного эстетизма и гурманства, свойственных литературе буржуазного декаданса, Фонтена находился под сильным влиянием Малларме, особенно заметным в первой книге стихов «Le sang des fleurs» (Кровь цветов, 1889). В 1897 году вышли «Crépuscules» (Сумерки), объединившие в одном издании ряд характерных для поэта сборников. Стихи Фонтена отличаются поэтическим мастерством, но холодны и лишены эмоционального напряжения. От александрийского стиха, сонета и других классических форм он легко переходит к свободному стиху. Словесные ухищрения делают его стихи часто искусственными. Кроме сборников стихов Фонтена написал несколько малозначительных романов и ряд статей, монографий о живописи и литературе.